# Metopius kiushuensis
Metopius kiushuensis là một loài tò vò trong họ Ichneumonidae.